# Olivetti M20
Olivetti M20 (M20) је био професионални рачунар фирме Оливети (Olivetti) који је почео да се производи у Италији од 1982. године.
Користио је Zilog Z8001 као микропроцесор. RAM меморија рачунара је имала капацитет од 128 KB прошириво до 512 KB. 
Као оперативни систем кориштен је PCOS, CP/M8000, MS-DOS (са APB 8086 картицом).

## Детаљни подаци
Детаљнији подаци о рачунару M20 су дати у табели испод.
|                       |                                                            |
| [ 1 ]                 |                                                            |
| Произвођач            | Оливети                                                    |
| Тип                   | професионални рачунар                                      |
| Меморија              | 128 прошириво до 512 KB                                    |
| Поријекло             | Италија                                                    |
| Година                | 1982                                                       |
| Тастатура             | пуни помак тастера, 120 тастера са нумеричком тастатуром   |
| Процесор              |                                                            |
| Фреквенција процесора | 4                                                          |
| RAM                   | 128 прошириво до 512 KB                                    |
| ROM                   | 12 (BIOS)                                                  |
| Текст                 | 80 стубова x 25 линија                                     |
| Графика               | 512 x 256 пиксела, 4 боје највише                          |
| Боја                  | 4 или 8 са RAM проширењем                                  |
| Звук                  | мали звучник                                               |
| Димензије             | 42,5 (ширина) x 51,4 (дубина) x 15 (висина) cm. Тежина: 10,5 |
| Портови               |                                                            |
| Оперативни систем     | (са 8086 картицом)                                         |